# Philipp Stein (Koch)

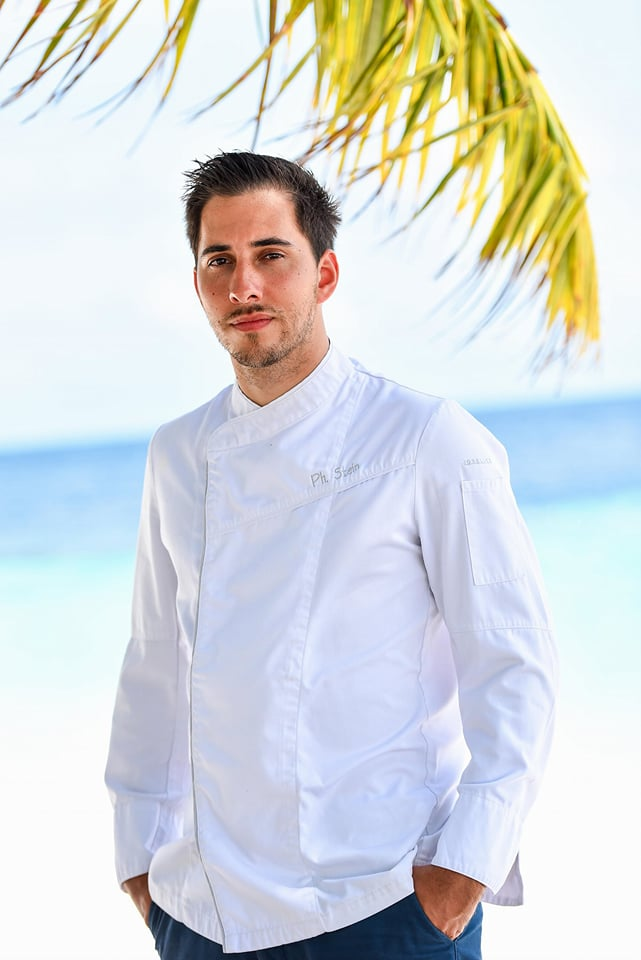
Philipp Stein

Philipp Stein (* 16. Februar 1990 in Mainz) ist ein deutscher Koch.

## Werdegang
Philipp Stein stammt aus Mainz-Finthen, wo seine Eltern in fünfter Generation das Restaurant „Steins Traube“ führten. Seine verkürzte Ausbildung absolvierte er im Mainzer Atrium-Hotel. Stationen bei Dirk Maus sowie in der Wiesbadener Ente und im Favorite-Restaurant folgten, bevor er zur See fuhr.
Fast eineinhalb Jahre verbrachte Philipp Stein auf See, zunächst als Chef de Partie bei Dieter Müller auf der MS Europa, später als Junior Souschef für das italienische Restaurant des Schiffes, das Venezia. Auf der MS Europa 2 baute er das neue Restaurantkonzept des Restaurants Serenissima mit auf.
Zurück auf dem Festland arbeitete Stein im Waldhotel Sonnora.
Im Januar 2014 trat er seine erste Stelle als Küchenchef im Favorite-Restaurant im Stadtpark Mainz an.
Mit 24 Jahren wurde Stein 2014 als jüngster Sternekoch Deutschlands ausgezeichnet und gewann den ersten Platz des französischen Gourmetführers Gault-Millau zum „Aufsteiger des Jahres“ in Rheinland-Pfalz.
Seit September 2017 war er regelmäßig als Fernsehkoch in der ARD-Sendung ARD-Buffet zu sehen.
Stein lebt mit seiner Frau und den zwei gemeinsamen Kindern in Mainz. Im August 2019 übernahm das Paar das Familienrestaurant nach einer Renovierungsphase; seine Frau leitet den Service im Restaurant Steins Traube.

## Auszeichnungen
- 2014–2018 1 Michelin-Stern, Guide Michelin
- 2014 1. Platz Aufsteiger des Jahres, Der Feinschmecker
- 2015 Junges Talent, Gault&Millau